# DCU Gravel Cup 2024
DCU Gravel Cup 2024 er den første udgave af den danske løbsserie DCU Gravel Cup. Den bliver afviklet over tre afdelinger fra 16. marts til 12. oktober 2024. I eliterækkerne kåres der en samlet vinder i herre A, dame A og U/19.

## Point
For hver afdeling bliver der givet point til rytterne efter placering.
Nr. 1 får 50 point, nr. 2 får 44 point, nr. 3 får 38 point, nr. 4 får 34 point, nr. 5 får 30 point, nr. 6 får 28 point... nr. 10 får 21 point... nr. 30 får 1 point. I tilfælde af pointlighed er placeringen i senest afviklede løb afgørende. Det er kun de to bedste resultater der tæller når det endelige resultat skal gøres op i finalen. Derudover tæller den sidste afdeling dobbelt.

## Dame A

### Hold
Opdateres løbende
| DCU Elite Team- Adventure Cycling UNITY Regional- og klubhold (5)- Middelfart Cykel Club - Holte MTB Klub - She Rides Cykelklubb - Esbjerg Cykle Ring - Varde Cykelklub |
| |

### Resultater
| Etape    | Dato     | Start – Mål                       | type          | Afstand (km) | Elevation (m) | Etapevinder      | Førende rytter        |
| -------- | -------- | --------------------------------- | ------------- | ------------ | ------------- | ---------------- | --------------------- |
| 1. etape | 16. mar. | Odder – Odder                     | kuperet etape | 118          |               | Trine Holmsgaard | Trine Holmsgaard      |
| 2. etape | -        | TBA – TBA                         | kuperet etape |              |               |                  |                       |
| 3. etape | 22. sep. | Stråsø Plantage – Stråsø Plantage | kuperet etape | 125          | 850 m         |                  | Mie Nordlund Pedersen |

### 1. afdeling ved Odder
| Odder - Odder | kuperet etape | (118 km) |

| \| Etaperesultat \| Etaperesultat \| Etaperesultat \| Etaperesultat \| Etaperesultat \| \| Rytter \| Rytter \| Hold \| Tid \| \| \| ------------- \| -------------------- \| ----------------------- \| ------------- \| ------------- \| \| 1. \| Trine Holmsgaard \| Adventure Cycling UNITY \| 4t 17' 24" \| \| \| 2. \| Nikoline Splittorff \| Holte MTB Klub \| + 5' 07" \| \| \| 3. \| Janni Spangsberg \| Varde Cykelklub \| + 5' 08" \| \| \| 4. \| Flora-Anne Jørgensen \| Middelfart Cykel Club \| + 25' 12" \| \| |                      |                         |            |
| |                      |                         |            |
| |                      |                         |            |
| Etaperesultat |                      |                         |            |
| Rytter | Rytter               | Hold                    | Tid        |
| 1. | Trine Holmsgaard     | Adventure Cycling UNITY | 4t 17' 24" |
| 2. | Nikoline Splittorff  | Holte MTB Klub          | + 5' 07"   |
| 3. | Janni Spangsberg     | Varde Cykelklub         | + 5' 08"   |
| 4. | Flora-Anne Jørgensen | Middelfart Cykel Club   | + 25' 12"  |

### Samlede stilling
| Pointkonkurrence | Pointkonkurrence | Pointkonkurrence | Pointkonkurrence | Pointkonkurrence |
| Rytter           | Rytter           | Hold             | Point            |                  |
| ---------------- | ---------------- | ---------------- | ---------------- | ---------------- |

## Herre A

### Hold
Opdateres løbende
| DCU Elite Teams (3)- Adventure Cycling UNITY - CeramicSpeed Herning CK Elite - Willing Able Racing Regional- og klubhold (11)- RG Hamburg - Ordrup Cycle Club - Breakaway Cycling Club - Give Cykelklub - Aalborg Cykle-Ring - Cykle Klubben Aarhus - Herning Cykle Klub - Aarhus MTB - Aalborg Mountainbikeklub - Svendborg Cykle Club - Silkeborg IF Cykling |
| |

### Resultater
| Etape    | Dato     | Start – Mål                       | type          | Afstand (km) | Elevation (m) | Etapevinder    | Førende rytter        |
| -------- | -------- | --------------------------------- | ------------- | ------------ | ------------- | -------------- | --------------------- |
| 1. etape | 16. mar. | Odder – Odder                     | kuperet etape | 118          |               | Jonas Lindberg | Jonas Lindberg        |
| 2. etape | -        | TBA – TBA                         | kuperet etape |              |               |                |                       |
| 3. etape | 22. sep. | Stråsø Plantage – Stråsø Plantage | kuperet etape | 150          | 1.020 m       |                | Alexander Arnt Hansen |

### 1. afdeling ved Odder
| Odder - Odder | kuperet etape | (118 km) |

| \| Etaperesultat \| Etaperesultat \| Etaperesultat \| Etaperesultat \| Etaperesultat \| \| Rytter \| Rytter \| Hold \| Tid \| \| \| ------------- \| ------------------------ \| ----------------------------- \| ------------- \| ------------- \| \| 1. \| Jonas Lindberg \| Willing Able Racing \| 3t 34' 04" \| \| \| 2. \| Christian Kornum \| Aalborg Cykle-Ring \| + 0" \| \| \| 3. \| Anders Holm \| Willing Able Racing \| + 6' 00" \| \| \| 4. \| Tobias Lundberg Dichmann \| Adventure Cycling UNITY \| + 7' 54" \| \| \| 5. \| Oskar Rønn \| CeramicSpeed Herning CK Elite \| + 17' 59" \| \| \| 6. \| Casper Ingerslev \| Adventure Cycling UNITY \| + 18' 00" \| \| \| 7. \| Peter Thidemann \| Aalborg Mountainbikeklub \| + 19' 33" \| \| \| 8. \| Marcus Vraa Andersen \| Mountainbike Club Vejle \| + 19' 52" \| \| \| 9. \| Bjørn Andreassen \| Adventure Cycling UNITY \| + 19' 56" \| \| \| 10. \| Martin Mortensen \| Willing Able Racing \| + 21' 31" \| \| |                          |                               |            |
| |                          |                               |            |
| |                          |                               |            |
| Etaperesultat |                          |                               |            |
| Rytter | Rytter                   | Hold                          | Tid        |
| 1. | Jonas Lindberg           | Willing Able Racing           | 3t 34' 04" |
| 2. | Christian Kornum         | Aalborg Cykle-Ring            | + 0"       |
| 3. | Anders Holm              | Willing Able Racing           | + 6' 00"   |
| 4. | Tobias Lundberg Dichmann | Adventure Cycling UNITY       | + 7' 54"   |
| 5. | Oskar Rønn               | CeramicSpeed Herning CK Elite | + 17' 59"  |
| 6. | Casper Ingerslev         | Adventure Cycling UNITY       | + 18' 00"  |
| 7. | Peter Thidemann          | Aalborg Mountainbikeklub      | + 19' 33"  |
| 8. | Marcus Vraa Andersen     | Mountainbike Club Vejle       | + 19' 52"  |
| 9. | Bjørn Andreassen         | Adventure Cycling UNITY       | + 19' 56"  |
| 10. | Martin Mortensen         | Willing Able Racing           | + 21' 31"  |

### Samlede stilling
| Pointkonkurrence | Pointkonkurrence | Pointkonkurrence | Pointkonkurrence | Pointkonkurrence |
| Rytter           | Rytter           | Hold             | Point            |                  |
| ---------------- | ---------------- | ---------------- | ---------------- | ---------------- |